# Carl Fischer (skuespiller)
Heinrich Carl Fischer (født som Fescher den 9. oktober 1876 i Næstved, død 7. august 1953 i København) var en dansk skuespiller og revysanger, der oprindelig var uddannet stenhugger. Han debuterede 1902 på Apollo Teatret. Sidenhen optrådte han bl.a. på Casino, Fønix Teatret og Nørrebros Teater og nåede også at medvirke i en række stumfilm. Han blev måske allermest kendt for sine viser og måde at fremføre dem på, hvoraf flere blev landeplager. Blandt de mest kendte kan nævnes Brændt af og På Øresunds blå.
Han er begravet på Sundby Kirkegård.

## Udvalgt filmografi
- Barken Margrethe af Danmark – 1934
- Min kone er husar – 1935
- Flådens blå matroser – 1937
- Ballade i Nyhavn – 1942
- Mine kære koner – 1943
- Moster fra Mols – 1943
- Hans store aften – 1946
- I de lyse nætter – 1948